# Czuboustek
Czuboustek (Lophostoma) – rodzaj ssaków z podrodziny liścionosów (Phyllostominae) w obrębie rodziny liścionosowatych (Phyllostomidae).

## Rozmieszczenie geograficzne
Rodzaj obejmuje gatunki występujące od Meksyku do Ameryki Południowej.

## Morfologia
Długość ciała (bez ogona) 42–89 mm, długość ogona 8–22 mm, długość ucha 19,2–39 mm, długość tylnej stopy 9–19 mm, długość przedramienia 34–59 mm; masa ciała 9,9–39 g.

## Systematyka
Rodzaj zdefiniował w 1836 roku francuski przyrodnik Alcide d’Orbigny w publikacji własnego autorstwa zatytułowanej Podróż po Ameryce Południowej: (Brazylia, Wschodnia Republika Urugwaju, Republika Argentyńska, Patagonia, Republika Chile, Republika Boliwii, Republika Peru), odbyta w latach 1826, 1827, 1828, 1829, 1830, 1831, 1832 i 1833. Gatunkiem typowym jest (oznaczenie monotypowe) czuboustek białogardły (L. silvicola).

### Etymologia
- Lophostoma: gr. λοφος lophos ‘czub’; στομα stoma, στοματος stomatos ‘usta’[8].
- Chrotopterus: gr. χρως khrōs, χρωτος khrōtos ‘skóra’; -πτερος -pteros ‘-skrzydły’, od πτερον pteron ‘skrzydło’[9]. Gatunek typowy (oznaczenie monotypowe): Chrotopterus carrikeri J.A. Allen, 1910.

### Podział systematyczny
Do rodzaju należą następujące gatunki:
| Grafika | Gatunek                | Autor i rok opisu                | Nazwa zwyczajowa        | Podgatunki         | Rozmieszczenie geograficzne | Podstawowe wymiary                                             | Status IUCN |
| ------- | ---------------------- | -------------------------------- | ----------------------- | ------------------ | --- | -------------------------------------------------------------- | ----------- |
|         | Lophostoma kalkoae     | Velazco & A.L. Gardner, 2012     | czuboustek białobrzuchy | gatunek monotypowy | endemit Panamy: znany tylko z miejsca typowego w Parku Narodowego Soberanía (prowincja Colón) | DC: brak danych DO: 0,8–0,9 cm DP: 4,4–4,6 cm MC: brak danych  | DD          |
|         | Lophostoma brasiliense | W.C.H. Peters, 1867              | czuboustek karłowaty    | gatunek monotypowy | od wschodnich zboczy Andów w Kolumbii, Ekwadorze, Peru i Boliwii do Orinoquia i wschodniej części stanu Amazonas w Wenezueli, Gujana, Surinam, Gujana Francuska i Brazylia; zakres wysokości: poniżej 500 m n.p.m.                       | DC: 4,2–6,1 cm DO: 0,8–1,3 cm DP: 3,4–4 cm MC: 9,9–13,8 g      | LC          |
|         | Lophostoma nicaraguae  | (G.G. Goodwin, 1942)             |                         | gatunek monotypowy | szeroko rozpowszechniony od Meksyku (stany Oaxaca, Chiapas, Campeche i Quintana Roo), przez Amerykę Środkową do północnej Ameryki Południowej (Kolumbia i Ekwador); zakres wysokości: do 1300 m n.p.m.                                   | DC: brak danych DO: brak danych DP: 3,1–3,6 cm MC: brak danych | NE          |
|         | Lophostoma carrikeri   | (J.A. Allen, 1910)               | czuboustek termitierowy | gatunek monotypowy | wschodnia Kolumbia, południowa Wenezuela, region Gujana, północno-wschodni Ekwador, wschodnie Peru, północna Brazylia i północna Boliwia                                                                                                 | DC: 6,6–7,6 cm DO: 1–1,5 cm DP: 4,2–4,8 cm MC: 18–25 g         | LC          |
|         | Lophostoma schulzi     | (Genoways & S.L. Williams, 1980) | czuboustek skryty       | gatunek monotypowy | region Gujana oraz północna Brazylia (stany Amazonas, Pará i Amapá); zakres wysokości: powyżej 1500 m n.p.m. | DC: 6,3–6,9 cm DO: 1,2–1,3 cm DP: 4,2–4,5 cm MC: około 15 g    | LC          |
|         | Lophostoma occidentale | (W.B. Davis & D.C. Carter, 1978) | czuboustek równikowy    | gatunek monotypowy | zachodnia Kolumbia (departamenty Chocó, Valle del Cauca i Cauca), zachodnie niziny i podgórza Ekwadoru oraz północno-zachodniego Peru (regiony Tumbes i Piura); zakres wysokości: 300–980 m n.p.m.                                       | DC: 7–7,7 cm DO: 1,6–2,2 cm DP: 5,1–5,7 cm MC: 21–30 g         | NT          |
|         | Lophostoma evote       | (W.B. Davis & D.C. Carter, 1978) | czuboustek nizinny      | gatunek monotypowy | południowy Meksyk (południowa część stanu Veracruz, północno-wschodnia część stanu Oaxaca, południowa części półwyspu Jukatan oraz stan Chiapas), Belize, północna Gwatemala i północny Honduras; zakres wysokości: poniżej 100 m n.p.m. | DC: 4,9–7 cm DO: 1,1–1,8 cm DP: 4,7–5,3 cm MC: 14–23 g         | LC          |
|         | Lophostoma silvicola   | d’Orbigny, 1836                  | czuboustek białogardły  | 3 podgatunki       | od Hondurasu i Nikaragui na południe do Ekwadoru, Peru, Boliwii, Paragwaju i Brazylii; zakres wysokości: do 600 m n.p.m. | DC: 6,6–8,9 cm DO: 1–2,2 cm DP: 5–5,9 cm MC: 25–39 g           | LC          |

Kategorie IUCN:  LC  – gatunek najmniejszej troski,  NT  – gatunek bliski zagrożenia,  DD  – gatunki o nieokreślonym stopniu zagrożenia;  NE  – gatunki niepoddane jeszcze ocenie. 